# Den Grønne Sti
Den Grønne Sti er en del af cykelrute 51. Betegnelsen dækker oftest den Frederiksbergske del af ruten, men i nogle fremstillinger også dens fortsættelser i Københavns Kommune: Fra Åbuen fortsætter stien mod nord som Nørrebroruten, og fra Frederiksbergs sydgrænse fortsætter den til Valby Langgade.

## Banetracéet
På 6 km mellem Roskildevej og Tagensvej følger cykelruten banetracéet fra den indre godsringbane, der blev nedlagt i 1930.
I forbindelse med anlægget af Københavns anden hovedbanegård i 1864 blev Roskilde-banen forlagt, så den gik via Frederiksberg i stedet for Valby. Da den nuværende (tredje) hovedbanegård blev taget i brug i 1911, skulle Roskilde-banen igen gå via Valby. Strækningen København-Frederiksberg blev nedlagt, og strækningen Frederiksberg-Vigerslev blev reduceret til godsbane. Den blev en del af godsbanen Valby Langgade-Roskildevej-Frederiksberg-den ældste Nørrebro Station-Lyngbyvej. Den blev nedlagt, da den blev afløst af Godsringbanen, som går længere ude via den nuværende Nørrebro Station.

## Galleri
- Også på banetracé fra Valby Langgade hertil
- Ved Solbjerg Kirkegård
- Ved Kronprinsensvej
- Ved Copenhagen Business School
- I den østlige ende af Hostrupsvej
- Cykelbroen Åbuen over Åboulevarden